# Fiat 130
La Fiat 130 è un'autovettura prodotta e commercializzata dalla FIAT tra il 1969 e il 1977. Il codice di progetto interno della vettura era X1/3.
Equipaggiata con un motore 6 cilindri a V alimentato a benzina, aveva una cilindrata di 2,8 litri successivamente incrementata a 3,2 litri.
La sua commercializzazione terminò dopo 8 anni di produzione. In totale ne vennero fabbricati meno di 20000 esemplari, pur considerando tutte le versioni e motorizzazioni.

## Il contesto
Data l'ormai evidente obsolescenza di modelli quali la 2300 Lusso, i vertici della FIAT decisero di mettere in cantiere la progettazione di una berlina Gran Turismo, che nelle loro intenzioni avrebbe dovuto essere in grado di diventare una temibile concorrente delle autovetture di pari segmento prodotte da case automobilistiche come la BMW e la Mercedes Benz.
Nonostante i dubbi e le perplessità espresse all'epoca dai progettisti (Dante Giacosa in primis) sull'opportunità di produrre un'automobile non destinata al mercato di massa, da sempre prerogativa "storica" della FIAT, durante la gestazione del modello gli ingegneri studiarono una meccanica raffinata, caratterizzata da particolari soluzioni tecniche, abbinata ad una carrozzeria contraddistinta da una linea decisamente classica, equilibrata, e dall'ampia disponibilità di spazio interno sia anteriore che posteriore, tipica delle "tre volumi" prodotte all'epoca da molte case automobilistiche concorrenti.
La progettazione della berlina iniziò nel 1963.

## La vettura
L'ufficio tecnico diretto da Dante Giacosa realizzò un telaio contraddistinto dalla soluzione tecnica della sospensioni a 4 ruote indipendenti, mentre Aurelio Lampredi (ex Ferrari) mise a punto un motore a 6 cilindri a V di 2866 cm³ erogante 140 CV. Comunemente si crede che questo motore sia derivato dal "V6 Dino" della Ferrari, invece un confronto dimostra come tra i due propulsori non ci sia parentela tecnica: sul V6 Dino le bancate formano un angolo di 65°, con camere di combustione emisferiche, valvole inclinate e doppio albero a camme per bancata (successivamente, versione a quattro valvole per cilindro). Sul motore Fiat 130, angolo di 60° tra le bancate, camere di combustione tronco-coniche e valvole in linea mosse direttamente da un albero a camme, inoltre alesaggio notevolmente superiore alla corsa. Effettivamente il motore era frutto di un progetto specifico che considerava lo studio del quattro cilindri della Fiat 128 ingrandito in un rapporto di 2:1 e adattato ad un'architettura V6.
L'errore principale di Lampredi furono le valvole in linea e parallele anziché inclinate: se ciò permise di avere delle testate compatte unitamente a un basamento basso per alloggiare il motore con spazio sotto il cofano per gli organi periferici, nondimeno peggiorò il rendimento e il consumo in modo disastroso. Le valvole inclinate (con bilancieri e punterie a dito) avrebbero consentito una camera di combustione polisferica e un'alzata più elevata con migliore "respirazione". Nel piccolo motore della Fiat 128 a valvole allineate questo deficit di rendimento non si manifestava perché i collettori di aspirazione e scarico erano sullo stesso lato e, unitamente alla cubatura inferiore del cilindro (circa 270cc), si creava un movimento rotatorio dei gas che migliorava la combustione. Invece il V6 aveva gli scarichi esterni e l'aspirazione al centro con una dinamica dei flussi completamente diversa.
Il quadro tecnico era completato dall'adozione della trazione posteriore, di 4 freni a disco, del servofreno, e infine del cambio automatico (Borg-Warner) a 3 rapporti, che veniva fornito come primo equipaggiamento, mentre il cambio manuale a 5 marce era disponibile solo su richiesta, come optional.
Da un punto di vista stilistico la berlina non incontrò mai completamente il favore del pubblico, già a partire dalla sua prima presentazione, avvenuta al Salone dell'automobile di Ginevra nell'anno 1969.
L'autovettura era caratterizzata da una linea esteriore nel complesso equilibrata, ma piuttosto "carica" e appesantita da un notevole quantitativo di orpelli inutili, come i grossi profili cromati che incorniciavano e attraversavano gli eccessivamente ampi gruppi ottici posteriori, o la monolitica e barocca calandra anteriore, caratterizzata da un disegno alquanto elaborato e complesso.
Sulla 130 prima serie fu adottato un cruscotto con gli strumenti rettangolari e allineati, che stilisticamente ricordava quelli delle berline americane dell'epoca. Sulla seconda serie fu sostituito da una plancia caratterizzata da un disegno più classico, strumenti circolari e finiture raffinate, in quanto veniva utilizzato legno laccato per guarnirla. Gli interni erano caratterizzati dall'utilizzo di velluto pregiato o pelle di ottima qualità per rivestire la selleria. Essi erano riccamente equipaggiati da accessori quali il servosterzo e l'aria condizionata, quest'ultima fornita però su richiesta. La versione coupé del modello fu equipaggiata da un esclusivo optional: i comandi dell'apertura e chiusura della porta del passeggero potevano essere controllati autonomamente dal conduttore dell'autovettura.
Dopo averla testata, gli operatori del settore giudicarono la vettura confortevole, sicura e affidabile su strada, ma nel contempo notarono che essa era notevolmente penalizzata dal rilevante peso e dalla scarsa potenza erogata dal motore che la equipaggiava, circa 140 CV. La FIAT, nel corso dell'anno 1970, tentò di porre rimedio a tale carenza incrementando la cubatura del propulsore, ottenendo come risultato un aumento di potenza di circa una ventina di CV, ed il valore della stessa raggiunse i 160 CV circa. Tale valore era comunque ancora molto lontano da quelli raggiunti dai propulsori della stessa cubatura che equipaggiavano i modelli prodotti da marche concorrenti, che sfioravano i 200 CV, e che spesso erano caratterizzati dall'adozione di soluzioni tecniche più raffinate, come l'iniezione meccanica.
A causa di ciò l'autovettura rimase sempre svantaggiata nel confronto con le sue dirette rivali (segnatamente la BMW 2800, la Mercedes 280 e la Jaguar XJ 2.8).

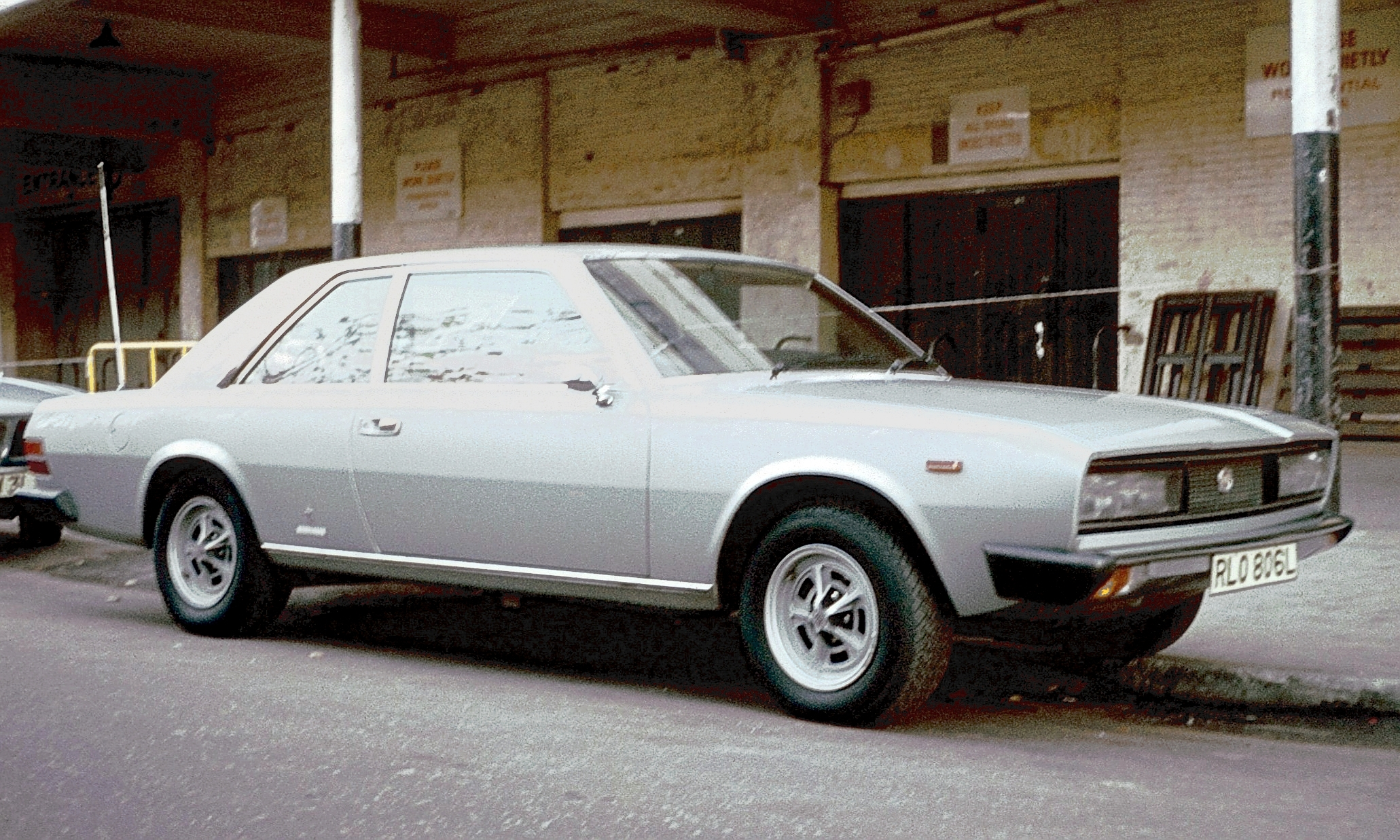
Una Fiat 130 coupé

Nel corso dell'anno 1971 la FIAT lanciò sul mercato anche la versione coupé del modello, disegnata da Paolo Martin (Pininfarina). La linea della coupé era molto personale, caratterizzata da tratti tesi e spigoli, e si discostava completamente dalla berlina. Per inciso, essa inaugurava una trilogia modernista presso Pininfarina, proseguita con altre due coupé italiane di forte impatto visivo quali la Ferrari 365 GT4 2+2 e la Lancia Gamma.

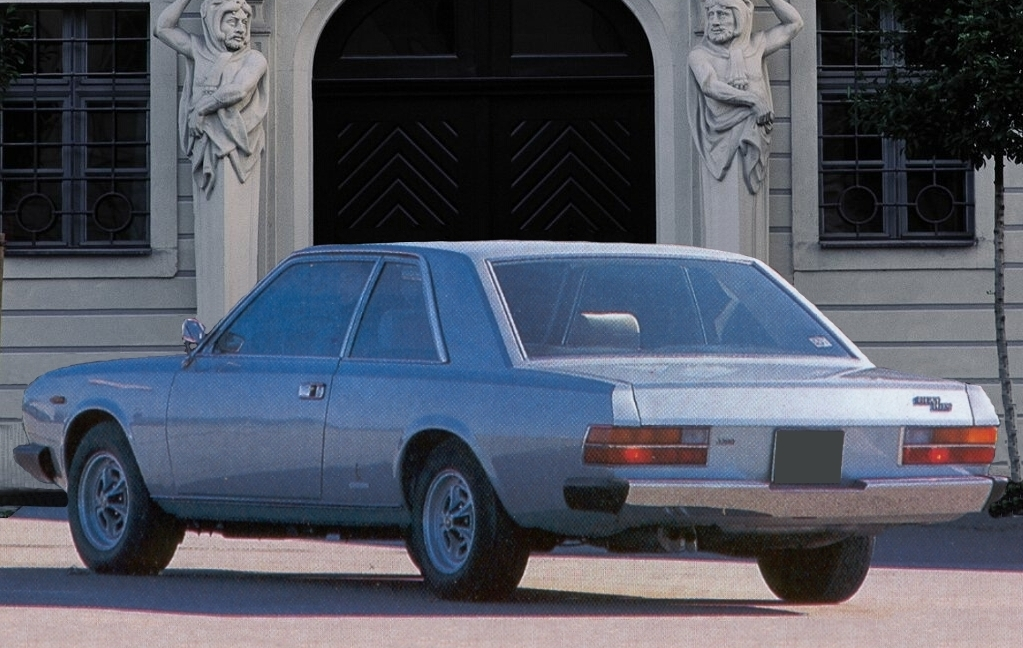
Vista posteriore di una Fiat 130 coupé

La scocca, assemblata presso lo stabilimento Fiat di Rivalta, veniva consegnata nuda allo stabilimento della Pininfarina che provvedeva alla verniciatura, allestimento e finitura complessiva, apponendovi il proprio marchio sulle fiancate. La successiva commercializzazione di tale versione fu sempre di competenza FIAT.
La FIAT 130 Coupé mutuò in massima parte la meccanica dalla berlina, ma il motore del modello in questione era caratterizzato dall'avere una cubatura leggermente superiore, precisamente del valore di 3235 cm³, e ciò più a beneficio della coppia motrice massima e dell'elasticità di marcia che della potenza, cresciuta di poco, da 160 CV a 165 CV.
Tale motore nel corso dell'anno venne successivamente utilizzato per equipaggiare anche la berlina, che della coupé adottò anche la rinnovata console centrale, caratterizzata da un disegno più razionale e moderno rispetto a quella che equipaggiava il modello precedente.
Come accennato, un'altra grave pecca furono gli eccessivi consumi, malgrado i vari tentativi di ridurre l'entità dell'inconveniente che afflisse sempre il propulsore. Consumi assolutamente proibitivi anche in relazione alla cilindrata, addirittura superiori a quelli di alcuni V8 americani prodotti all'epoca; non era difficile scendere a valori dell'ordine dei 3 km/litro nel ciclo urbano.
L'ostacolo principale che penalizzò il modello, sia in corso di gestazione sia durante la fase commerciale fu l'idea, universalmente diffusa presso i potenziali acquirenti, di considerare la FIAT una casa specializzata esclusivamente nella produzione di auto utilitarie e per nulla in grado di cimentarsi nel settore delle vetture di lusso, che storicamente non era mai stato di sua competenza. Sostanzialmente tale automobile, oltre che dai suoi limiti, fu sempre svantaggiata dall'immagine "proletaria" del marchio. In effetti, nella gamma della Casa torinese si collocava come un oggetto del tutto eccezionale, con un prezzo di vendita quasi triplo di quello della Fiat 132, la berlina da viaggio di segmento alto che la seguiva nel listino (nel 1975: circa 13 milioni di lire contro 4,8 milioni).
La grave crisi petrolifera che prese l'avvio nel corso dell'anno 1973 determinò di fatto la morte commerciale del modello, in quanto i consensi tributati alla coupé si limitarono ai soli apprezzamenti per la sua linea esteriore, ma non si tradussero mai in consistenti numeri di vendita. Inoltre era palese il fatto che l'utilizzo di un'autovettura caratterizzata da consumi così elevati, complice il costo del carburante di fatto quintuplicato nel giro di qualche mese, fosse diventato improvvisamente antieconomico.
La casa madre inoltre non diede alcun seguito alla produzione di alcuni esemplari unici, sostanzialmente delle evoluzioni stilistiche della coupé disegnata dalla Pininfarina, come la Opera, studiata e prodotta come esemplare unico nel corso del 1974 e la Maremma, studiata e prodotta nel corso del 1975, rispettivamente il prototipo di una berlina a 4 porte e il prototipo di una particolare station wagon a 3 porte, caratterizzata dall'impostazione (Shooting Brake), e contraddistinta da alcune peculiari soluzioni funzionali e stilistiche.
La produzione della Fiat 130 berlina cessò nel corso del 1976, raggiungendo un saldo di 15.093 esemplari prodotti (di cui circa seimila equipaggiati con il motore "2.8" e novemila equipaggiate con il motore "3.2"), molti dei quali furono acquistati dallo Stato, fatti allestire come auto blindate e utilizzate successivamente come "auto blu", mentre invece la Fiat 130 Coupé rimase in produzione fino all'autunno dell'anno 1977, totalizzando 4.491 unità prodotte.
Il fallimento commerciale della 130 ebbe come conseguenza primaria il totale abbandono da parte del marchio FIAT del segmento delle auto di prestigio. In particolare la casa automobilistica, avendo acquistato le aziende Ferrari e Lancia nel corso del medesimo anno 1969, concentrò su queste marche le sue ambizioni per le auto di fascia superiore e di lusso. Si dovranno comunque attendere gli anni '80 per assistere all'immissione sul mercato automobilistico di un modello appartenente al segmento delle auto di prestigio prodotto da quello che nel frattempo era diventato il "gruppo FIAT".

## Versioni speciali

### Fiat 130 familiare Agnelli

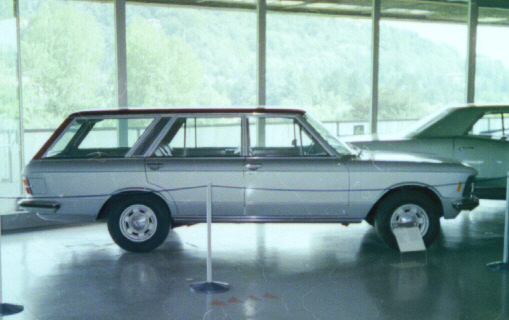
La Fiat 130 familiare Agnelli

Questa versione speciale venne studiata dal Centro Stile Fiat, appositamente per Gianni ed Umberto Agnelli, nell'intento di realizzare un esclusivo modello di mezzo di trasporto personale. Si trattava di una Station Wagon di netta ispirazione americaneggiante, stilisticamente basata sulla carrozzeria della 130 berlina 3200, di cui inoltre manteneva la meccanica, e venne costruita in un lotto comprendente soli quattro esemplari dalla Ditta Introzzi di Lipomo, che aveva sede nelle vicinanze del lago di Como. Questi esemplari di Fiat 130 familiare erano caratterizzati da alcune particolarità. Uno di essi, di colore argento metallizzato, conosciuto con l'appellativo ufficiale di Fiat 130 Villa d'Este, era contraddistinto dall'adozione di un grande cesto realizzato con vimini intrecciati tra di loro, fissato al portapacchi della vettura. Esso era inoltre caratterizzato dall'apposizione di pannelli in legno (soluzione mutuata dagli analoghi modelli americani prodotti all'epoca) posti sulle fiancate e sul portellone posteriore. Un secondo esemplare, sempre di colore argento metallizzato, era invece privo di tali orpelli, però presentava il tettuccio verniciato in una particolare tonalità di rosso bordeaux metallizzato. Un terzo esemplare si presentava simile al secondo, ma il suo tettuccio era dipinto in una particolare tonalità di bronzo metallizzato, mentre la sua carrozzeria era dipinta in una tonalità di bianco avorio. Del quarto esemplare vi è traccia solo sui registri ufficiali della ditta Introzzi, ma non sono per ora reperibili sue immagini, né si conosce quale sia stato il suo destino. Tali vetture vennero utilizzate in un primo tempo da alcuni membri della famiglia Agnelli. Attualmente due di esse sono diventate parte di collezioni private, mentre la terza fa parte della collezione Fiat/FCA Heritage..

## La Fiat 130 nelle competizioni
Il motore 3.2 venne elaborato ed utilizzato dalla Abarth per il prototipo Abarth SE030, vincitore del Giro automobilistico d'Italia del 1974, che prefigurava le forme e l'impostazione della Lancia Beta Montecarlo, e per il prototipo Abarth 031 che si aggiudicò il Giro automobilistico d'Italia del 1975 e prefigurava la Fiat 131 Abarth Rally.

## La Fiat 130 nei servizi di Stato
La Fiat 130 è stata frequentemente utilizzata come auto di rappresentanza dalle istituzioni politiche negli anni '70. Fu "l'auto blu" su cui viaggiava il presidente della Democrazia Cristiana Aldo Moro il giorno del suo rapimento. Nelle fotografie scattate in via Fani il giorno dell'omonima strage, si vedono la Fiat 130 blu di Aldo Moro vicino all'Alfa Romeo Alfetta bianca della scorta.